# بل پاولی
ایزابل دوروتی بل پاولی (به انگلیسی: Isobel Dorothy Powley) (زادهٔ ۷ مارس ۱۹۹۲)، یک هنرپیشه اهل بریتانیا است. از فیلم‌هایی که او در آن نقش داشته است می‌توان به خاطرات یک دختر نوجوان و نقش دیزی میلر در مجموعه تلویزیونی «ام.آی های» اشاره کرد. او دختر بازیگر بریتانیایی مارک پاولی است.

## فیلمشناسی

### سینما
- خاطرات یک دختر نوجوان (۲۰۱۵)
- یک شب سلطنتی (۲۰۱۵)
- برابرها (۲۰۱۵)
- بیراهه (۲۰۱۶)
- کری پیلبی (۲۰۱۶)
- مری شلی (۲۰۱۷)
- وحشی (۲۰۱۸)
- ریک پسر سفیدپوست (۲۰۱۸)
- خاکستر در برف (۲۰۱۸)
- پادشاه استتن آیلند (۲۰۲۰)
- کپی سرد (۲۰۲۳)
- منو روشن کن (۲۰۲۴)

### تلویزیون
- مومین‌والی (۲۰۱۹)
- هرآنچه در مورد عشق می‌دانم (۲۰۲۲)
- نوری کوچک (۲۰۲۳)
- اربابان آسمان (۲۰۲۴)